# Laguardia (Spanyolország)
Laguardia, Álava község Spanyolországban, Arabában. Lakosainak száma 1478 fő (2024).

## Földrajza
Laguardia Lapuebla de Labarca, Elciego, Navaridas, Leza, Samaniego, Lagrán, Bernedo, Kripan, Elvillar/Bilar, Lanciego/Lantziego, Oyón-Oion, Logroño, Fuenmayor és Lapoblación községekkel határos.

## Testvértelepülések
- Vayres
- Gurjaani

## Népesség
A település lakosságának változását az alábbi diagram mutatja:
| Lakosok száma | 1416 | 1480 | 1485 | 1510 | 1546 | 1518 | 1478 | 1494 | 1464 | 1478 |
|               | 2001 | 2004 | 2006 | 2009 | 2011 | 2014 | 2016 | 2019 | 2021 | 2024 |